# ژان بروشار
ژان بروشار (فرانسوی: Jean Brochard‎؛ ۱۲ مارس ۱۸۹۳ – ۱۷ ژوئن ۱۹۷۲) هنرپیشه اهل کشور فرانسه بود. وی بین سال‌های ۱۹۳۳ تا ۱۹۶۶ میلادی فعالیت می‌کرد.

## قسمتی از فیلمشناسی
- شیاطین
- کلاغ
- دکتر کئوک
- راه جوانی
- آخرین داوری
- بازگشت به زندگی